# Luigi Galimberti
Luigi Galimberti, italijanski rimskokatoliški duhovnik, škof in kardinal, * 26. april 1836, Rim, † 7. maj 1896, Rim.

## Življenjepis
18. decembra 1858 je prejel duhovniško posvečenje.
27. aprila 1887 je bil imenovan za apostolskega nuncija v Avstriji; 23. maja je bil imenovan za naslovnega nadškofa Niceje in 5. junija istega leta je prejel škofovsko posvečenje.
16. januarja 1893 je bil povzdignjen v kardinala.
25. junija 1894 je bil imenovan za kardinal-duhovnika Ss. Nereo ed Achilleo in za arhivista Vatikanskih tajnih arhivov.